# Mia Khalifa
Sarah Joe Chamoun (en árabe: مسارة جو شامون; Beirut, 10 de febrero de 1993), más conocida como Mia Khalifa (en árabe: ميا خليفة), es una modelo, y actriz pornográfica retirada libanesa-estadounidense.
Se mudó a Maryland en 2001. Comenzó a actuar en la pornografía en octubre de 2014, convirtiéndose en la actriz más vista de Pornhub en dos meses. Su elección de carrera se encontró con controversia en el Medio Oriente, especialmente por un vídeo en el que realizaba actos sexuales mientras usaba un hiyab.

## Biografía

### Primeros años
Mia Khalifa nació el 10 de febrero de 1993 en Beirut de padres cristianos orientales. Su familia es católica y se crio en un ambiente religioso, que ella describe como «muy conservador», aunque no desea practicar esta religión. De pequeña sus padres la inscribieron en una escuela privada de francés en Beirut, donde también aprendió a hablar inglés.
En enero de 2001, su familia se mudó al condado de Montgomery en los Estados Unidos, para escapar del conflicto que luego se desarrolló en el sur del Líbano. Cuando llega a la escuela secundaria, se une a un equipo femenino de lacrosse. Luego fue víctima de acoso, en un clima hostil hacia los inmigrantes del Cercano y Medio Oriente luego de los ataques del 11 de septiembre de 2001.
Mia Khalifa luego toma cursos en la Academia Militar Massanutten y posteriormente se muda a Texas para continuar sus estudios. Obtuvo una licenciatura en historia en la Universidad de Texas en El Paso.

### Actriz pornográfica (2014-2015)
Mia Khalifa se muda a Miami y, a su llegada, es contactada para posar desnuda para fotografías, lo cual acepta. Comenzó su carrera en la industria del porno en octubre de 2014 después de que un cliente del establecimiento de comida rápida para el que trabajaba se le acercó para ofrecerle formar parte de la industria. Comienza trabajando para la productora Score.
Con más de un millón y medio de visitas en los pocos meses que llevaba como actriz, a sus 22 años, Mia Khalifa se convirtió en la actriz porno más buscada del sitio web Pornhub. El 28 de diciembre de 2014, dicho sitio la posicionó en el n.º 1 de su ranking, reemplazando a la veterana estrella Lisa Ann.
Su rápido ascenso a la fama fue seguida tanto por elogios, como el dúo Timeflies que le dedicó un rap que Khalifa agradeció con un baile de twerking, como por críticas y amenazas de muerte, muchas de ellas procedentes de Medio Oriente, que incluían fotografías manipuladas en las que Khalifa era ejecutada por el Estado Islámico y con mensajes de que iría al infierno, así como de su propio país, en el que algunos periódicos escribieron artículos respecto a su ocupación profesional. Parte de la polémica se debió a algunas escenas pornográficas en las que Mia Khalifa, que actuaba junto a Sean Lawless y Julianna Vega, llevaba un velo hiyab, que ella justificó con que eran satíricas y que debían tomarse como tal, pues afirmaba que las películas de Hollywood representaban a los musulmanes mucho peor que en el género pornográfico. Entre los que salieron en su defensa estaban el humorista estadounidense, de ascendencia libanesa, Nemr Abou Nassar o el escritor británico-libanés Nasri Atallah, quien declaró que «es libre para hacer lo que le plazca con su cuerpo».
Según datos del sitio Pornhub, entre el 3 y el 6 de enero de 2015 las búsquedas de Mia Khalifa se quintuplicaron. Alrededor de una cuarta parte de las mismas procedían del Líbano, así como de países vecinos como Siria y Jordania. Por la controversia surgida con el hiyab, Khalifa fue clasificada en el puesto 5.º de «Las 10 estrellas más famosas del mundo porno» realizada por la revista británica Loaded. También Almaza, una marca de cerveza libanesa, publicó un anuncio de sus productos en el que mostraba una botella de cerveza junto a unas gafas y una firma de Mia con el lema «ambos somos clasificados para mayores de 18».
Algunas de sus películas fueron su debut en Mia Khalifa, Big Tit Cream Pie 31, Put It Between My Tits, Temporary Dates 2 o Tony Rubino's Let's Make a Sex Tape.
Ese mismo año decidió retirarse tras tres meses en lo más alto de la industria, rodando un total de 37 películas. En una entrevista concedida al diario The Washington Post en julio de 2016, expresó que su salida se debía principalmente a una profunda desilusión con la industria, ella literalmente alegó: "Supongo que fue mi fase rebelde. No fue realmente para mí. Maduré un poco y traté de distanciarme de eso". No obstante, en 2016 continuó trabajando solo como camgirl.
En octubre de 2017 regresó puntualmente a la industria pornográfica rodando una escena junto a Tony Rubino para la web Bang Bros, Mia Khalifa is Back and Hotter Than Ever.
Tras abandonar la industria del cine para adultos desde inicios de 2015, Khalifa trabajó en Miami como asistente legal y contable, dedicándose a su faceta como personalidad de Internet y comentarista deportiva, publicando vídeos en un canal de YouTube y en Twitch. Junto a Gilbert Arenas organizó Out of Bounds, un programa deportivo diario en el canal de YouTube de Complex News, entre octubre de 2017 y febrero de 2018.
Posteriormente, Khalifa fue publicitada en julio de 2018 como comentarista del programa Sportsball, podcast centrado en deportes y videojuegos, producido por Rooster Teeth Productions, presentado por Tyler Coe, una expersonalidad de radio de ESPN. Su participación fue del 16 de julio al 30 de octubre de 2018, participando en quince episodios.
En enero de 2017, el sitio xHamster informó que Khalifa era la actriz adulta más buscada de 2016. En 2018, tres años después de dejar la industria, seguía siendo la segunda persona mejor clasificada en Pornhub. En agosto de 2019, Khalifa declaró que ganó $12 000 dólares trabajando en pornografía, ganando aproximadamente $ 1,000 por escena, una paga estándar de una contratista en la industria, según Alec Helmy, presidente y editor del sitio de noticias de la industria pornográfica XBiz, y que no recibió residuos de BangBros o de Pornhub y otros sitios gratuitos donde BangBros subió los videos. Si bien PornHub no ha declarado cuántos ingresos generaron los videos de Khalifa para el sitio, según una estimación de 2019 del director ejecutivo de SocialBlade, Jason Urgo, basada en ingresos publicitarios por vista, similares a los de YouTube, podría haber ganado más de $ 500,000 si Khalifa hubiera sido socia de PornHub. En julio de 2020, más de un millón y medio de personas firmaron una campaña de petición en Change.org para que los videos sean eliminados de Pornhub y BangBros y se le devuelvan sus dominios de Internet. BangBros le envió una carta de cese y desistimiento y creó un sitio web para disputar las declaraciones que hizo sobre la empresa. BangBros dice que Khalifa ganó más de 178 000 dólares de ellos y empresas afiliadas y estuvo en la industria para adultos durante más de dos años.

## Vida personal
Khalifa tiene tatuados los primeros versos del himno nacional libanés: كلنـا للوطـن للعـلى للعـلم (traducido al español como ¡Todos nosotros! ¡Por nuestra patria, por nuestra bandera y por la gloria!).
Una petición en línea a finales de noviembre de 2016 pedía que Mia Khalifa fuera elegida por el entonces presidente electo Donald Trump para ser embajadora de los Estados Unidos en Arabia Saudí.

## Controversias
Tras el ataque por parte de Hamás y la Yihad Islámica Palestina a Israel desde la Franja de Gaza Khalifa posteó en la red social Twitter un mensaje de apoyo hacia Palestina acusando a Israel de violencia contra los primeros, lo que le habría ocasionado ser despedida de su contrato con patrocinadores, con la revista Playboy quien habría cortado toda relación con ella, cerrando incluso su canal ante lo que consideraron «comentarios grotescos y reprensivos celebrando los ataques de Hamas en Israel y el asesinato de personas inocentes», así como su rescisión de contrato con el locutor de radio y podcast de Canadá, Todd Shapiro, quien por medio de Twitter informó despedía a Khalifa por los comentarios emitidos.
Más tarde, Khalifa tuiteó: «Diría que apoyar a Palestina me ha hecho perder oportunidades de negocios, pero estoy más enojada conmigo misma por no comprobar si estaba o no haciendo negocios con los sionistas. Es mi culpa». En noviembre de 2023, el dúo musical israelí Ness & Stilla lanzó el sencillo «Harbu Darbu», un himno de guerra anti-palestino que pedía la muerte de Khalifa junto con la de Bella Hadid y Dua Lipa, quienes también mostraron su apoyo a Palestina.

## Premios y nominaciones de la industria erótica
| Año  | Ceremonia        | Resultado | Premio                         |
| ---- | ---------------- | --------- | ------------------------------ |
| 2015 | Premios XBIZ     | Nominada  | Star Showcase del Año          |
| 2016 | Premios AVN      | Nominada  | Premio fan: Mejores pechos     |
| 2016 | Premios XBIZ     | Nominada  | Performer Showcase del Año     |
| 2017 | Premios AVN      | Nominada  | Premio fan: Estrella mediática |
| 2017 | DVDErotik Awards | Ganadora  | Pechos del año                 |